# Gadancourt
Gadancourt korábbi község (település) Franciaországban, Val-d’Oise megyében. 2018. január 1-jén a korábbi Avernes községgel egyesült és az így létrejött azonos nevű Avernes új község része lett.
Lakosainak száma 83 fő (2015).

## Földrajza
Gadancourt Commeny, Avernes, Guiry-en-Vexin és Wy-dit-Joli-Village községekkel határos.